# Октаграмма
Октагра́мма, также крестострел — восьмилучевая звезда.
Похожие на октаграмму символы встречаются у многих народов и народностей мира, например, в культуре удмуртов — толэзё, у латышей — аусеклис, используется в русских народных орнаментах. Будучи вписанной в окружность, октаграмма нередко символизирует порядок, созидание и равновесие. Встречается также упрощённая октаграмма — пара квадратов, повёрнутых относительно друг друга на 45 градусов.

## Значение в геральдике

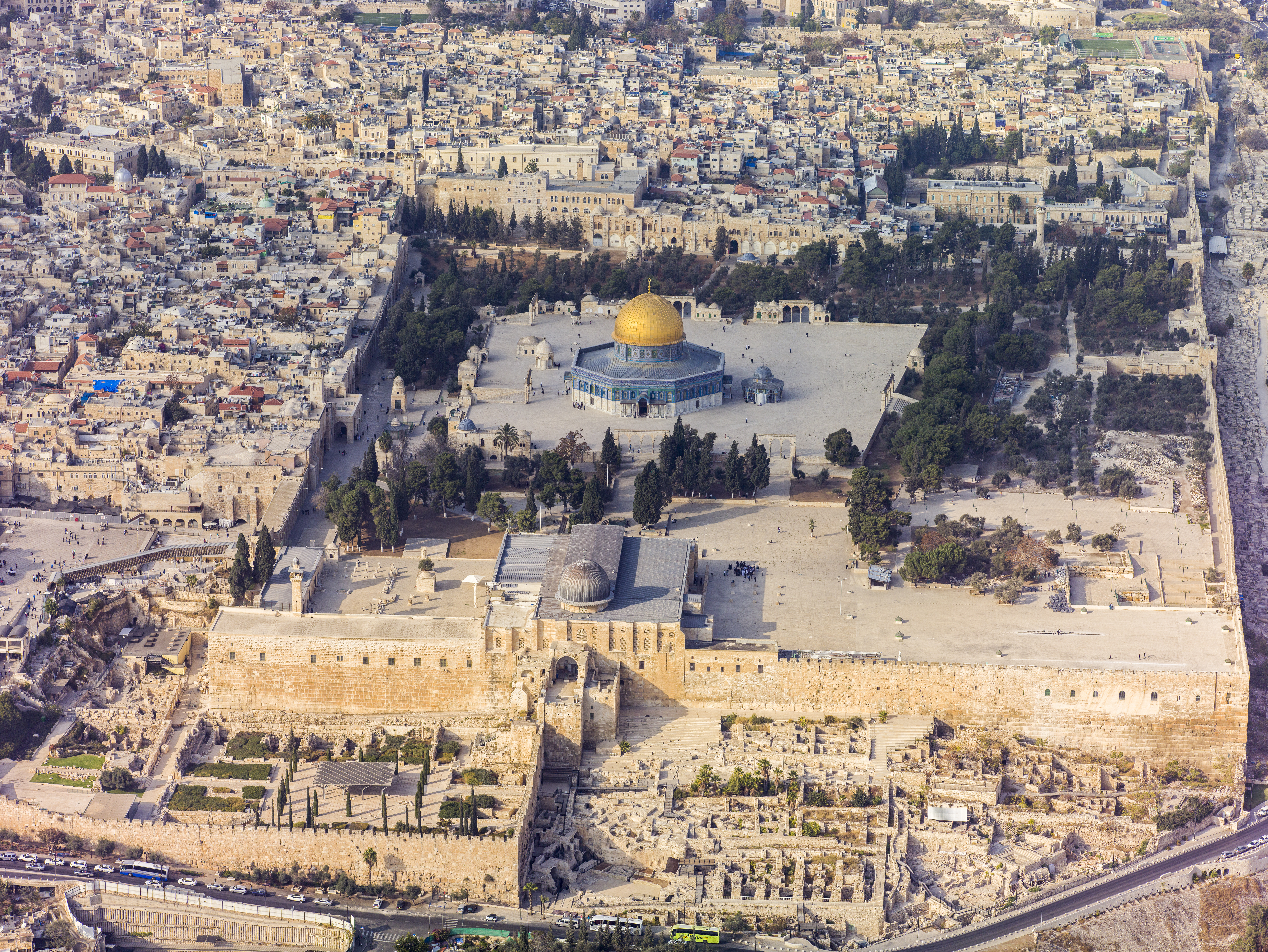
Купол Скалы имеет восьмигранную форму

В геральдике октаграмму называют «сдвоенным крестом» («восьмиконечной звездой» либо «равноконечным крестом с двуклинчатыми концами»), иногда некоторые её также называют «удмуртской звездой», «карельской звездой» либо «финской звездой», так как она используется в народных орнаментах карелов, финнов и других северных финно-угорских народов как знак возрождения и путеводности, символ славы и света.
Используется в геральдике, в частности, в гербе Республики Карелия, гербе и флаге Лихославля и Лихославльского района, где также проживают карелы, на флаге и гербе Удмуртской Республики, а также на флаге и гербе Республики Мордовия. Помимо этого «финская звезда» используется в гербе города Усть-Луга, в гербе Вистинского сельского поселения (Ленинградской области), в гербе Ляэне-Харью (Эстония) на флаге этноса выру (Эстония) на эмблеме партии Отечество (Эстония) и прочих.
Упрощённая октаграмма (руб аль-хизб) используется как орнамент во многих мусульманских дворцах и мечетях.
Октаграмма также использована при создании герба и флага Азербайджана, Мордовии, Удмуртии, Чувашии, герба Туркменистана.

Флаг Республики Мордовия
Флаг угро-финнов
Флаг Удмуртской Республики
Флаг Чувашской Республики

## Значение в православии
Изображение восьмиконечной звезды используется в иконах Божией Матери (например, Неопалимая Купина) и запрестольных иконах, символизируя ту звезду, которая вела волхвов на поклонение Христу Младенцу. В церковной практике с двух сторон её обычно пишутся образа, с одной стороны — Знамения Божией Матери, с другой — Святого Николая Чудотворца, или, реже, того святого, в честь которого освящён храм.

## Значение в криминальной среде
В РФ, отбывающие наказания преступники, негативно относящиеся к режиму содержания, делают себе наколки с восьмиконечной звездой (неофициально называемой «дави активиста») либо на коленях, либо на ключицах.
Форма восьмиконечной звезды, используемой в криминальной среде, имеет узнаваемый стиль, при котором каждый луч разделён осью симметрии надвое; часто половина луча закрашена, а вторая половина нет, что отличает данный символ от восьмиконечных звёзд в народных орнаментах.